# Hossein Dehlavi
Hossein Dehlavi —en persa: حسین دهلوی‎— (Teherán, 30 de septiembre de 1927-ib., 15 de octubre de 2019) fue un compositor iraní.

## Biografía
Estudió composición en el Conservatorio de música de Teherán con Hossein Nassehi. Estudió música persa con Abolhassan Saba y, desde 1957 hasta 1967, fue el principal director de la Orquesta de la Administración de Bellas Artes de Persia.
Durante diez años fue el director y profesor en el Conservatorio de Música nacional de Persia en la capital iraní, y Ali Rahbari fue uno de sus alumnos. En 1992, con la ayuda de casi 70 intérpretes de instrumentos persas, creó la Orquesta Plectrum.
Sus obras incluyen varias piezas para instrumentos persas y orquesta, voz y orquesta, coro y orquesta, y tres óperas. Como contribución al Año Internacional del Niño (1979), escribió una ópera para niños titulada Mana y Mani.
Murió el 15 de octubre después de varios años de enfermedad de Alzheimer y enfermedad pulmonar en el Hospital Dr. Shariati en Teherán.